# Giuseppe Provana di Pralungo
Giuseppe Provana di Pralungo – włoski dyplomata w służbie Sabaudii-Piemontu. Żył na przełomie XVII i XVIII wieku.
W latach 1711–1714 był sabaudzkim posłem przy wiedeńskim dworze. W latach 1717–1718 poseł w Paryżu. W 1718 na misji dyplomatycznej w Londynie. Miał za zadanie przystąpić w imieniu Sabaudii do Quadruple Alliance.